# Sénat (Lesotho)
Pour les autres articles nationaux ou selon les autres juridictions, voir Sénat.
Siège du Parlement
Le Sénat (en sotho du Sud : Ntlong ea Mahosana ; en anglais : Senate) est la chambre haute du Parlement du Lesotho. Elle  représente les chefs traditionnels.

## Composition
Le Sénat du Lesotho est composé de 33 sénateurs :
- 22 chefs traditionnels choisis par cooptation ;
- 11 sénateurs nommés par le roi, conformément à l'avis du Conseil d'État[1],[C 1].

## Nomination
Un chef traditionnel peut, après en avoir informé le président du Sénat, désigner une autre personne pour le remplacer en tant que sénateur soit d'une manière générale, soit pour certaines séances. Il peut, de la même manière, désigner quelqu'un d'autre ou le révoquer.
Le roi peut à tout moment proroger le mandat du Parlement ou le dissoudre.
Le roi peut, après avis du Premier ministre, choisir ses ministres parmi les sénateurs nommés par lui.
La durée du mandat est de 5 ans.
Pour être éligible au Sénat il faut être âgé d'au moins 21 ans, être citoyen lésothien et maîtriser le sotho du sud ou l'anglais.
Tout individu membre des forces de sécurité, police ou des services pénitentiaires est incompatible avec la fonction de sénateur.

## Présidence

### Élection
Le Président du Sénat est élu parmi ses membres ou parmi d'autres personnes répondant aux mêmes règles d'éligibilité, à condition qu'elles ne soient ni ministres, ni secrétaires d'État. Il peut être révoqué par un vote des deux-tiers des sénateurs. Le Président est élu pour une durée de cinq ans. C'est la troisième personnalité selon la hiérarchie de l'État. Il a la préséance sur le Speaker de l'Assemblée nationale. Le Président du Sénat et celui de l'Assemblée président à tour de rôle les séances conjointes des deux chambres.

### Présidence actuelle
- Présidente du Sénat : Mamonaheng Mokitimi[2];
- Vice-président du Sénat : Tsepo Monethi[3].

### Constitution du Lesotho
- (en)  Lesotho. « Constitution du Lesotho » [lire en ligne]

1. 1 2  Article 55
2. ↑  Article 58
3. ↑  Article 59
4. ↑  Article 61

### Autres références
1. 1 2  « Lesotho Sénat : À propos du parlement », sur Union interparlementaire (consulté le 5 mars 2020)
2. ↑  (en) « President Of The Senate », sur senate.parliament.ls (consulté le 5 mars 2020)
3. ↑  (en) « Vice President Of The Senate », sur senate.parliament.ls (consulté le 5 mars 2020)